# Hinckley AFC
Hinckley AFC (celým názvem: Hinckley Association Football Club) je anglický fotbalový klub, který sídlí ve městě Hinckley v nemetropolitním hrabství Leicestershire. Založen byl v roce 2014 po krachu původního Hinckley United FC. Od sezóny 2014/15 hraje v Midland Football League Division One (10. nejvyšší soutěž). Klubové barvy jsou červená a modrá.
Své domácí zápasy odehrává ve vesnici Ibstock na stadionu Welfare Park s kapacitou 1 000 diváků.

## Úspěchy v domácích pohárech
Zdroj: 
- FA Cup
  - 2. předkolo: 2015/16
- FA Vase
  - 5. kolo: 2016/17

## Získané trofeje
- Leicestershire & Rutland Senior Cup ( 1× )
  - 2015/16

## Umístění v jednotlivých sezonách
Stručný přehled
Zdroj: 
- 2014– : Midland Football League (Division One)

Jednotlivé ročníky
Zdroj: 
Legenda: Z - zápasy, V - výhry, R - remízy, P - porážky, VG - vstřelené góly, OG - obdržené góly, +/- - rozdíl skóre, B - body, červené podbarvení - sestup, zelené podbarvení - postup, fialové podbarvení - reorganizace, změna skupiny či soutěže
| Anglie (2014 – ) |                                        |        |    |    |   |    |     |    |     |    |        |
| Sezóny           | Liga                                   | Úroveň | Z  | V  | R | P  | VG  | OG | +/- | B  | Pozice |
| 2014/15          | Midland Football League (Division One) | 10     | 38 | 23 | 7 | 8  | 106 | 53 | +53 | 76 | 3.     |
| 2015/16          | Midland Football League (Division One) | 10     | 38 | 23 | 6 | 9  | 116 | 53 | +63 | 75 | 5.     |
| 2016/17          | Midland Football League (Division One) | 10     | 38 | 27 | 4 | 7  | 133 | 47 | +86 | 85 | 2.     |
| 2017/18          | Midland Football League (Division One) | 10     | 42 | 25 | 5 | 12 | 136 | 76 | +60 | 80 | 6.     |
| 2018/19          | Midland Football League (Division One) | 10     | 42 |    |   |    |     |    |     |    |        |